# ایسکوهی میناس
ایسکوهی میناس (میناسیان) (ارمنی: Իսկուհի Մինաս (Մինասյան)؛ انگلیسی: Iskouhi Minas؛ زادهٔ ۲ اکتبر ۱۸۸۴ - درگذشته ۷ سپتامبر ۱۹۵۷) نویسنده اهل ارمنستان بود.

## زندگی‌نامه
وی در ۲ اکتبر ۱۸۸۴ در کنستانتینوپل به دنیا آمد .  وی در ۷ سپتامبر ۱۹۵۷ در سن سالگی در پاریس درگذشت.